# Hartley-oscillator
En Hartley-oscillator är en elektronisk svängningskrets som använder en 
spole och en kondensator i parallell för att bestämma frekvensen. Denna typ av oscillator uppfanns 1915 av den amerikanska ingenjören Ralph Hartley. 
Den utmärkande egenskapen hos Hartley-kretsen är att återkopplingen som behövs för oscillation tas från en tapp på spolen eller övergången hos två spolar i serie.

## Funktion

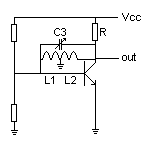
En Hartley-oscillator med biasnätverk utritat

En Hartley-oscillator är i all väsentlighet en godtycklig konfiguration som använder två
seriekoppade spolar och en ensam kondensator (se Colpitts-oscillator
för liknande oscillator som använder två kondensatorer och en spole).
Även om det inte finns några krav på kopplingsfaktor mellan de två spolsegmenten implementeras kretsen oftast så (se figuren).
Den består av följande:
- Två spolar i serie, som ej behöver vara magnetiskt kopplade till varandra (dvs k=0).
- En varierbar kondensator rätt över spolarna.

Fördelarna med Hartley-oscillatorn är
- Frekvensen kan justeras med hjälp av en varierbar kondensator.
- Utgångsamplituden förblir konstant över frekvensområdet.
- Antingen en tappad enskild spole eller två diskreta spolar kan användas.

Notera att om induktansen hos dom två spolarna L1 och L2 är given (typ i en simulator)
kommer den totala induktansen som bestämmer frekvensen vara (kopplingsfaktor k):
{\displaystyle L_{0}=L_{1}+L_{2}+k*{\sqrt {L_{1}*L_{2}}}}

## Historia
Hartley-oscillatorn uppfanns av Ralph V.L. Hartley när han jobbade för Research Laboratory of Western Electric. Hartley uppfann och patenterade designen 1915 
medan han övervakade Bell System's transatlantiska radiotelefonitester.